# Elektrocyklická reakce
Elektrocyklická reakce je druh pericyklické přesmykové reakce, při níž dojde k přeměně jedné vazby pí na vazbu sigma nebo naopak. Dělí se na různé typy, a to podle následujících hledisek:
- Reakce může být fotochemická i tepelná
- Může dojít k otevření cyklu nebo k jeho vytvoření
- V závislosti na typu (fotochemická nebo tepelná) a počtu pí elektronů může reakce probíhat konrotačním nebo disrotačním mechanismem; na druhu rotace závisí, zda produkt vznikne jako cis- nebo trans-izomer.

## Příklady
Nazarovova cyklizační reakce je elektrocyklická reakce, při níž se divinylketony přeměňují na cyklopentenony.
Dalším příkladem elektrocyklické reakce je tepelné otevření cyklu 3,4-dimethylcyklobutenu. Z cis izomeru vzniká cis,trans-hexa-2,4-dien, zatímco produktem přeměny trans izomeru je trans,trans-dien.
Uvedenou selektivitu reakce lze vysvětlit analýzou pomocí teorie hraničních molekulových orbitalů: vazba sigma v reaktantu se otevře takovým způsobem, aby vzniklé p orbitaly měly stejnou symetrii jako HOMO produktu.

## Stereospecificita elektrocyklických reakcí
Při provádění elektrocyklických reakcí je často žádoucí možnost předvídat cis-trans geometrii produktu. Její určování začíná zjištěním, zda bude reakce probíhat konrotačně nebo disrotačně. V následující tabulce jsou shrnuta pravidla selektivity tepelných a fotochemických elektrocyklických reakcí:
| Systém                          | Tepelná reakce (základní stav) | Fotochemická reakce (excitování stav) |
| ------------------------------- | ------------------------------ | ------------------------------------- |
| Sudý počet konjugovaných vazeb  | Konrotační                     | Disrotační                            |
| Lichý počet konjugovaných vazeb | Disrotační                     | Konrotační                            |

U níže uvedeného příkladu probíhá tepelná reakce (trans,cis,trans)-okta-2,4,6-trienu disrotačním mechanismem. Pté lze geometrii produktu určit zkoumáním výchozí molekuly. Zde disrotace způsobuje, že se obě methylové skupiny nacházejí nahoře, což vede k cis-dimethylcyklohexadienu.
U konrotačních reakcí však může rotace probíhat ve dvou různých směrech, čímž se vytváří enantiomerní produkty.

## Mechanismus tepelných reakcí

### Woodwardova-Hoffmanova pravidla
Pro každý z obou typů elektrocyklické reakce lze vytvořit korelační diagram, který spojuje molekulové orbitaly reaktantu s orbitaly produktu, které mají stejnou symetrii.
Z těchto diagramů vyplývá, že symetrií je povoleno pouze konrotační otevírání cyklu 3,4-dimethylcyklobutenu a pouze disrotační otevírání 5,6-dimethylcyklohexa-1,3-dienu. Pouze v takových případech totiž v přechodném stavu dochází k maximálnímu překryvu orbitalů a produkt se vytvoří v základním stavu místo excitovaného.

### Teorie hraničních molekulových orbitalů
Podle teorie hraničních molekulových orbitalů se vazba sigma v cyklu otevře takoovým způsobem, aby měly vytvořené p orbitaly stejnou symetrii jako HOMO produktu.
Při přeměně 5,6-dimethylcyklohexa-1,3-dienu k tomu dojde jenom při disrotační reakci, avšak u 3,4-dimethylcyklobutenu jen tehdy, když je reakce konrotatorní.

## Mechanismus fotochemických reakcí
Pokud bude otevírání cyklu 3,4-dimethylcyklobutenu řízeno fotochemicky, tak bude elektrocyklizace probíhat disrotačně, tak, jak je znázorněno na korelačním diagramu:
Pouze disrotační mechanismus zde povede k maximálnímu překryvu orbitalů. Excitovaný stav produktu tak bude podobně stabilní jako excitovaný stav výchozí látky.

## Elektrocyklické reakce v organismech
K elektrocklickým reakcím často dochází i v přírodě, například při biosyntéze vitaminu D3:
Prvním krokem syntézy je fotochemické konrotační otevírání cyklu 7-dehydrocholesterolu za vzniku provitaminu D3. Následným [1,7]-hydridovým posunem se vytváří vitamin D3.
Dalším případem je předpokládaná biosyntéza aranotinu, přírodního oxepinu, a podobných sloučenin:
Enzymatickou epoxidací diketopiperazinu odvozeného od fenylalaninu vzniká arenoxid, u kterého následně proběhne 6π disrotační elektrocyklická reakce za vzniku oxepinu. Po opětovné epoxidaci kruhu blízký nukleofilní dusík atakuje elektrofilní uhlík za vzniku petičlenného cyklu. Tento cyklus je běžným systémem v molekulách aranotinu a dalších látek.
Benzokaradienový diterpenoid (A) se přesmykuje na benzocykloheptatrienový isosalvipuberlin (B) při zahřívání svého roztoku v dichlormethanu. Tato přeměna zahrnuje disrotační elektrocyklickou reakci , po níž proběhnou dva suprafaciální 1,5-sigmatropní posuny vodíků.

## Elektrocyklické reakce v organické syntéze
Často zkoumanou elektrocyklickou reakcí je konrotační tepelné otevírání cyklu benzocyklobutenu. Produktem je velmi nestabilní ortho-chinodimethan, který ale může reagovat se silným dienofilem, například maleinanhydridem, za tvorby Dielsova–Alderova adduktu. Výtěžnost této reakce zobrazená na n závisí na vlastnoásledujícím obrázkustech substituentu R. Při použití toluenu či podobné látky jako rozpouštědla a za teploty 110 °C výtěžnost roste od methylové přes isobutylmethylovou až k trimethylsilylmethylové skupině. Vyšší výtěžnost u trimethylsilylových sloučenin je možné vysvětlit hyperkonjugací, ke které dochází, protože vazba βC-Si dodáváním elektronů oslabuje vazbu C-C v cyklobutanu.
V souvislosti s izolací a syntézou některých endiandrových kyselin byla objevena biomimetická electrocyklická řetězová reakce.:
Významnou oblastí výzkumu v organické syntéze jsou asymetrické elektrocyklické reakce. Nejčastěji se zkoumají 4π Staudingerova syntéza β laktamů a 4π Nazarovovy reakce; asymetrické katalýzy obou reakcí se dosahuje využitím chirálních pomocníků, u Nazarovovy reakce se používají chirální Lewisovy kyseliny, Brønstedovy–Lowryho kyseliny a chorální aminy.